# Hong Kong Tennis Open 2025
L' Hong Kong Tennis Open 2025, ufficialmente Bank of China Hong Kong Tennis Open 2025 per motivi di sponsorizzazione, è stato un torneo di tennis giocato sul cemento. È stata la 29ª edizione dell'Hong Kong Open, che faceva parte della categoria ATP Tour 250 nell'ambito del ATP Tour 2025. Si è giocato al Victoria Park Tennis Stadium di Hong Kong, dal 30 dicembre 2024 al 5 gennaio 2025.

## Partecipanti

### Teste di serie
| Nazionalità | Giocatrice        | Ranking* | Testa di serie |
| ----------- | ----------------- | -------- | -------------- |
|             | Andrej Rublëv     | 8        | 1              |
| Italia      | Lorenzo Musetti   | 17       | 2              |
|             | Karen Chačanov    | 19       | 3              |
| Francia     | Arthur Fils       | 20       | 4              |
| Portogallo  | Nuno Borges       | 36       | 5              |
| Stati Uniti | Brandon Nakashima | 38       | 6              |
| Paesi Bassi | Tallon Griekspoor | 40       | 7              |
| Spagna      | Pedro Martínez    | 43       | 8              |

* Ranking al 23 dicembre 2024.

### Altre partecipanti
I seguenti giocatori hanno ricevuto una wild card per il tabellone principale:
- Coleman Wong
- Zizou Bergs
- Kei Nishikori

Il seguente giocatore è entrato in tabellone attraverso il programma Next Gen per giocatori under 20 e con ranking in top 250:
- Learner Tien

I seguenti giocatori sono passati dalle qualificazioni:

- Marc-Andrea Hüsler
- Gabriel Diallo
- Alejandro Moro Cañas
- Francesco Passaro

### Ritiri
Prima del torneo
- Tallon Griekspoor → sostituito da  Bu Yunchaokete

## Partecipanti al doppio

### Teste di serie
| Nazione   | Giocatrice       | Nazione     | Giocatrice        | Ranking* | Testa di serie |
| --------- | ---------------- | ----------- | ----------------- | -------- | -------------- |
| Francia   | Sadio Doumbia    | Francia     | Fabien Reboul     | 66       | 1              |
| Rep. Ceca | Adam Pavlásek    | Paesi Bassi | Jean-Julien Rojer | 75       | 2              |
| Tunisia   | Skander Mansouri | Belgio      | Joran Vliegen     | 87       | 3              |
| India     | Yuki Bhambri     | Francia     | Albano Olivetti   | 92       | 4              |

* Ranking al 23 dicembre 2024.

### Altre partecipanti
Le seguenti coppie di giocatori hanno ricevuto una wild card per il tabellone principale:
- Zizou Bergs /  Learner Tien
- Nam Ji-sung /  Coleman Wong

La seguente coppia di giocatori è entrata nel tabellone principale come alternate:
- Gabriel Diallo /  Francesco Passaro

### Ritiri
Prima del torneo
- Shang Juncheng /  Denis Shapovalov  → sostituiti da  Gabriel Diallo /  Francesco Passaro

## Punti
| Evento    | V   | F   | SF  | QF | 2T   | 1T | Q    | Q2   | Q1   |
| Singolare | 250 | 165 | 100 | 50 | 25   | 0  | 13   | 7    | 0    |
| Doppio    | 250 | 150 | 90  | 45 | N.D. | 0  | N.D. | N.D. | N.D. |

## Montepremi
| Evento    | V        | F       | SF      | QF      | 2T      | 1T     | Q2     | Q1     |
| Singolare | 103 455$ | 60 350$ | 35 480$ | 20 555$ | 11 935$ | 7 295$ | 3 650$ | 1 990$ |
| Doppio*   | 35 980$  | 19 330$ | 11 310$ | 6 270$  | N.D.    | 3 700$ | N.D.   | N.D.   |

*per team

## Campioni

### Singolare
Alexandre Müller ha sconfitto in finale  Kei Nishikori con il punteggio di 2-6, 6-1, 6-3.
- È il primo titolo in carriera per Müller.

### Doppio
Sander Arends /  Luke Johnson hanno sconfitto in finale  Karen Chačanov /  Andrej Rublëv con il punteggio di 7-5, 4-6, [10-7].